# Manakara (Distrikt)
Manakara ist einer von sechs Distrikten in der Region Vatovavy-Fitovinany an der Ostküste von Madagaskar. Der Hauptort dieses Distrikts ist Manakara.

## Geografie
Manakara ist einer von sechs Distrikten in der Region Vatovavy-Fitovinany, in der Provinz Fianarantsoa an der Ostküste Madagaskars. In Manakara lebten 2001 auf einer Fläche von 2961 km² knapp 236.000 Menschen.
Zu dem Distrikt gehören 42 Gemeinden:
- Ambahatrazo
- Ambahive
- Ambalaroka
- Ambalavero
- Ambila
- Amboanjo
- Ambohitsara M
- Amborondra
- Ambotaka
- Ampasimanjeva
- Ampasimboraka
- Ampasipotsy
- Analavory
- Anorombato
- Anosiala
- Anteza
- Bekatra
- Fenomby
- Lokomby
- Mahabako
- Mahamaibe
- Manakara
- Mangatsiotra
- Marofarihy
- Mavorano
- Mitanty
- Mizilo Gara
- Nihaonana
- Onilahy
- Sahanambohitra
- Saharefo
- Sahasinaka
- Sakoana
- Sorombo
- Tataho
- Vatana
- Vinanitelo
- Vohilava
- Vohimanitra
- Vohimasina Nord
- Vohimasina Süd
- Vohimasy